# Auf den Hügeln der Mandschurei
Auf den Hügeln der Mandschurei (russisch На сопках Маньчжурии) [ursprünglich Mokschan-Regiment auf den Hügeln der Mandschurei (russisch Мокшанскій полкъ на сопкахъ Маньчжуріи)] ist ein russischer Walzer des frühen 20. Jahrhunderts, der den im Russisch-Japanischen Krieg gefallenen Soldaten des 214. Mokschan-Infanterieregiments gewidmet ist. Der Autor ist der Militärkapellmeister des Regiments Ilja Alexejewitsch Schatrow.

## Hintergrund

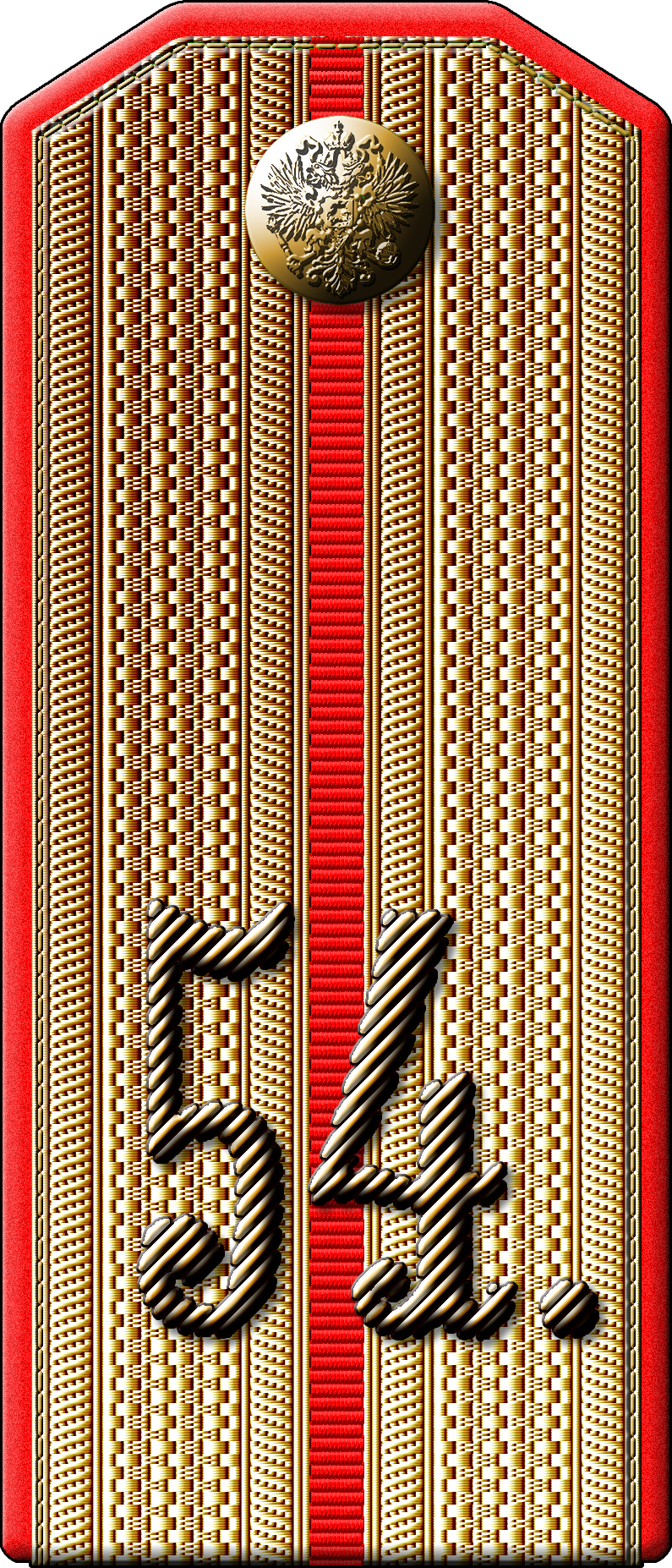
Verfolgungsjagd des Kapitäns des 214. Infanterie-Regiments Mokschan

Im Februar 1905 geriet das 214. Infanterie-Regiment (das während des Krieges aus dem gleichnamigen Infanterie-Reserve-Regiment entfaltet wurde) in den schwersten Kämpfen zwischen Mukden und Liaoyang (siehe Schlacht bei Mukden) in die japanische Einkreisung und wurde ständig vom Feind angegriffen. In einem kritischen Moment, als die Munition bereits ausgegangen war, gab der Regimentskommandeur, Oberst Peter Pobiwanets, den Befehl: „Banner und Orchester – vorwärts!“ Kapellmeister Schatrow führte das Orchester auf die Brüstung der Schützengräben, gab den Befehl, einen Kolonnenmarsch zu spielen, und führte das Orchester nach vorne, hinter dem Banner des Regiments. Begeisterte Soldaten stürzten sich in einen Bajonettangriff. Während des Kampfes griff das Regiment unter der Musik des Orchesters die Japaner kontinuierlich an und durchbrach schließlich die Einkreisung. In der Schlacht starb der Regimentskommandeur, von den 4.000 Personen des Regiments blieben 700 Menschen übrig, vom Orchester blieben nur 7 Musiker am Leben. Für diese Leistung wurden alle Musiker des Orchesters mit Georgskreuz ausgezeichnet, Ilja Schatrow mit dem Offizierorden des Heiligen Stanislaus 3. Grades mit Schwertern (die zweite ähnliche Auszeichnung der Kapellmeister), und das Orchester erhielt ehrenvolle Silberpfeifen.

## Geschichte

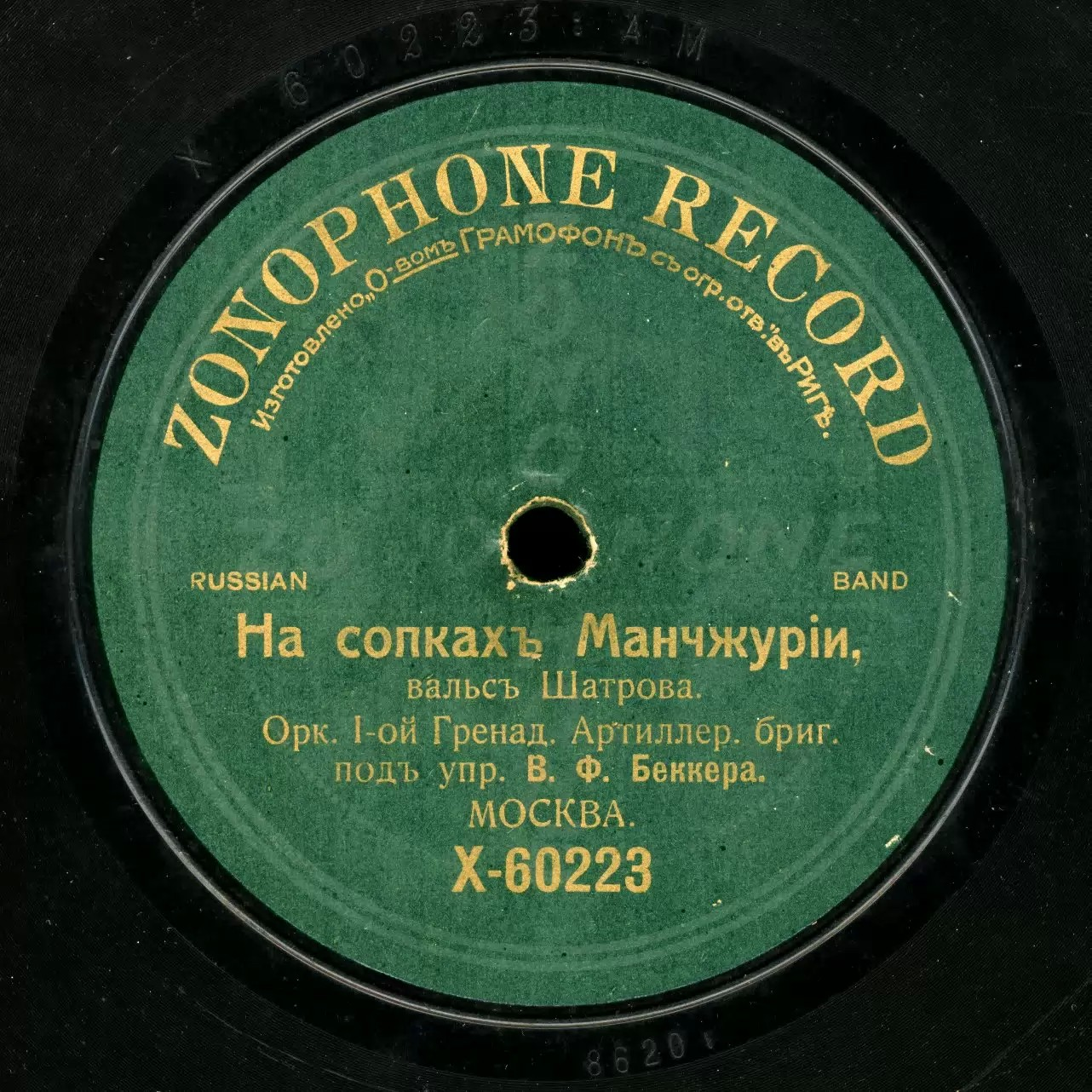
Schallplatte von Zonophone mit dem Lied aus dem Jahr 1909

Nach dem Ende des Russisch-Japanischen Krieges blieb das Mokschan-Regiment ein weiteres Jahr in der Mandschurei, wo Ilja Schatrow, nachdem er einmal auf Befehl eines neuen Regimentskommandeurs in die Hauptwache geraten war, den Walzer „Mokschan-Regiment auf den Hügeln der Mandschurei“ zu schreiben begann, der den gefallenen Kameraden gewidmet war.
Im Mai 1906 kehrte das Mokschan-Regiment an seinen Einsatzort nach Slatoust zurück und wurde zum Infanterie-Reserve-Regiment zurückgeführt. Im Sommer schuf Schatrow die erste Version des Walzers, die „Mokschan-Regiment auf den Hügeln der Mandschurei“ hieß. Schatrow widmete den Walzer seinen verstorbenen Freunden. Am 18. September 1906 wurde das Mokschan-Regiment nach Samara verlegt. Hier lernte er den Pädagogen, Komponisten und Notenverleger Oscar Filippowitsch Knaub kennen und freundete sich mit ihm an, der dem angehenden Komponisten bei der Fertigstellung des Walzers und seiner späteren Veröffentlichung große Hilfe leistete. Im Sommer 1907 wurden die Noten des Walzers Ilja Schatrow „Mokschan-Regiment auf den Hügeln der Mandschurei“ im Laden der billigen Ausgaben von Oscar Knaub verkauft.
In Samara fand am 24. April 1908 im Strukowskij-Garten die erste Walzeraufführung durch ein Blasorchester statt. Anfangs begrüßte das Publikum diesen Walzer ziemlich kühl, aber später begann die Popularität des Walzers zu wachsen, und ab 1910 übertraf die Auflage von Schallplatten mit der Aufnahme des Walzers die Auflage anderer modischer Walzer. Allein in den ersten drei Jahren nach dem Schreiben wurde dieser Walzer 82 Mal neu aufgelegt. Die erste Version des Textes für den Walzer, die die Grundlage für nachfolgende Variationen bildete, wurde von dem samarischen Dichter und Schriftsteller Stepan Petrov (Skitalez) geschrieben.
Am Ende des Zweiten Weltkrieges wurde der Walzer „Auf den Hügeln der Mandschurei“ oft im Radio und bei Konzerten im Zusammenhang mit den feierlichen Minuten des Sieges der Roten Armee über die japanischen Truppen in der Mandschurei aufgeführt.

## Aufführungen in Filmen und Erwähnungen in der Literatur
- In dem Film „Die verlorene Expedition“ in der 16. Minute (Regie: Benjamin Dorman, 1975)
- In der ersten Folge der Fernsehserie Die schwarze Katze (1979) untermalt der Walzer die Szene, in der die Milizionäre auf dem Tschistoprudny-Boulevard auf einen Banditen warten.
- In dem Film „Das Recht zu schießen“ (1981)
- In dem Film „Mentow Wars – Epilog“
- In dem Film „Der Kopf der Gorgonen“ (1986)
- In dem Film „Befehl: Überqueren Sie die Grenze“ (1982).
- In Nikita Michalkows Film Urga (1991) spielen chinesische Musiker den Walzer nach Noten, die auf den Rücken des von Wladimir Gostjuchin dargestellten Helden Sergei tätowiert sind.
- Im Film Gefangen im Kaukasus von Sergei Bodrow (1996)
- In der Fernsehserie „Diversant“.
- In der TV-Serie von Sergej Ursuljak „Isajew“ (2009).
- In der Fernsehserie von Ryszard Ber „Die Puppe“ (1978) (Anachronismus: Die Handlung der Fernsehserie entfaltet sich in den 1870er Jahren).
- Die Melodie des Walzers wird in den Ballszenen der Familie Larin zu Ehren des Namens von Olga in dem Film „Onegin – Eine Liebe in St. Petersburg“ (1999) von Martha Fiennes verwendet (ein Anachronismus, der eine speziell konzipierte künstlerische Technik der Autoren ist: Die Handlung des Films findet in den 1820er Jahren statt).
- Die Melodie wurde in der Serie „Ewiger Ruf“, in der ersten Reihe, in der Szene der Rückkehr der Soldaten aus dem russisch-japanischen Krieg verwendet.
- Klingt in der Vollversion mit den Worten in der zweiten Serie der Serie „Pjotr Leschtschenko. Alles, was war“ (2013).
- In dem Film „Liebe im Büro“ (1977) von Eldar Rjasanow singt der Held von Andrei Mjagkow parodierte Strophen auf dem Motiv der Vorkriegsversion des Walzers: „Es ist ruhig, aber der Dachs schläft nicht...“.
- In der Serie „Schwerer Sand“ (2008).
- In dem Film „Sturm auf Festung Brest“ (2010).
- In Satibalda Narimbetows Film „Mustafa Schokai“ (2008): Der Protagonist auf dem Ball im Herrenhaus der Jenikejew in Taschkent lernt seine zukünftige Frau Maria Gorina kennen und lädt sie zum Walzer ein.
- In dem Fernsehfilm „Wendeltreppe“ (2004) von der Heldin Inna Tschurikowa – Olga Michailowna Gortschakowa.
- In dem Film von Alexei Balabanow „Trophy“ (durchgeführt von Sergej Chigrakow), eine Szene in einer Taverne.
- In dem Film von Wiktor Sergejew „Seltsame Männer von Jekaterina Semjonowa“.
- Es wird als musikalische Einfügungen in dem Lied von Alexander Galitsch „Auf den Hügeln der Mandschurei (Andenken an Soschtschenko)“ verwendet.
- Der Film „Kreuz der Liebe“ verwendet die Melodie des Liedes.
- In dem Film „Sohn des Regiments“ wird er in der zweiten Reihe auf der Harmonika aufgeführt.
- Der Film „Mission in Kabul“ (1970) verwendet die Melodie des Liedes.
- In dem Film „Wir sind alle Matrosen“ (Peru-Dominikanische Republik, 2018) klingt das Lied Acapella von Svetlana Kositsky.
- Die Melodie des Liedes wurde in der 18. Serie der Zeichentrickserie „Nu pogodi!“ in der Szene des Tanzes des Wolfes und des Wächters-Bergmott im Einkaufszentrum „Berjoska in Luzhniki“ verwendet (1994).
- Die Melodie des Songs stammt aus dem Zeichentrickfilm „Die Schneekönigin 3: Feuer und Eis“ (2016) in einer Szene, in der die Helden, die an die Oberfläche zurückkehren, feststellen, dass durch ihre Gnade die Stadt der Trolle fiel schreckliche Kataklysmen.
- Walzer wird in dem Buch von Valentina Oseeva „Dinka verabschiedet sich von der Kindheit“ erwähnt.
- „Auf den Hügeln der Mandschurei“ ist ein 1952 erschienener zweibändiger Roman des sowjetischen Schriftstellers Pawel Dalecki, der den Ereignissen des russisch-japanischen Krieges von 1905 gewidmet ist.
- „Die fünf Bräute“ (2011) von Karen Oganesyan

## Andenken
- Am 24. April 2013 feierte das Konzert des städtischen Blasorchesters im Strukowskij-Park Samara den 105. Jahrestag der ersten Aufführung des Walzers „Auf den Hügeln der Mandschurei“ (unter der Leitung von Mark Kogan, Gesang von Georgij Tswetkow) und wurde das Projekt des jährlichen Festivals der Blasorchester im Strukowskij-Garten angekündigt, das dem Geburtstag des Walzers gewidmet ist. Es ist anzumerken, dass der Autor des Textes Stepan Skitalez erklärt wurde, obwohl in Wirklichkeit Georgij Tswetkow die Version des Textes von Alexei Maschistow ausführte[3]. Im September 2020 wurden in Samara die Ergebnisse des Wettbewerbs für die Skizze einer Skulptur zusammengefasst, die der ersten Aufführung des Walzers gewidmet ist. Nach dem Plan wurde die Komposition 2021 im Strukowskij-Garten aufgestellt[4][5]. Die Linien des Walzers sind auf dem Denkmal von Wasili Aferistowitsch Agapkin und Ilja Schatrow in Tambow eingraviert.

## Popularität außerhalb Russlands
Die Melodie des Walzers gewann große Popularität außerhalb Russlands – vor allem in der Version des Mandschu-Beats (Manchurian Beat).

### Vereinigte Staaten
Die US-amerikanische Instrumental-Rock-Band The Ventures ist eine Instrumental-Performance des „Manchurian Beat“.
Onegin ist ein US-amerikanischer Spielfilm von Martha Fiennes aus dem Jahr 1999. Bei Tatjanas Geburtstag tanzen die Gäste zum Walzer „Auf den Hügeln der Mandschurei“, was ein Anachronismus ist.

### Schweden
Die schwedische Instrumental-Rock-Band The Spotnicks ist eine Instrumental-Performance von Manscurian Beat.

### Finnland
Die ersten Schallplattenaufnahmen des Liedes wurden in den frühen 1920er Jahren gemacht, aber mehr Bekanntheit erlangte der Walzer in Finnland Mitte der 1930er Jahre nach seiner Aufführung durch den Akkordeonisten Viljo Vesterinen. Die Popularität des Walzers stieg nach seiner Aufführung 1945 durch den finnischen Sänger Aimo Vilho Andersson. Später wurde der Walzer von Musikern und Bands gespielt wie:
- Weikko Aacheneinen[fi],
- Die 1963 gegründete finnische Instrumental-Pop-Band The Sounds (nicht zu verwechseln mit der 1999 gegründeten schwedischen Indie-Rock-Band) ist die erste finnische Version des Walzers Mandshurian Beat (Mantsurian kukkulat) aus dem Jahr 1963, die erste finnische Komposition, die außerhalb des Landes, in diesem Fall in Japan, mehr als eine Million verkaufte.
- Finnische Instrumentalgruppe Agents – Instrumentalversion des Walzers Mandschurian Beat, 1998
- Sängerin Laila Kinnunen nahm ein Lied in Russisch und Finnisch mit dem Titel „Mandshurian Kummut“ auf; die russischsprachige Version des Liedes erreichte in Finnland die Top-Rankings, was für das Land ein seltener Fall ist.

### Polen
Der Walzer spielt in der letzten Episode der berühmten polnischen Serie „Nights and Days“ in einer Szene, in der russische Offiziere auf der Terrasse eines Cafés sitzen.
Die Melodie des Walzers ist das zentrale musikalische Thema des Films „What Do not Talk“ und klingt in den Momenten der Entstehung, Entwicklung und des Zusammenbruchs der Liebe der Hauptfiguren.

### Israel
Am Ende der dritten Folge der zweiten Staffel der Serie „Stisel“, die über das Leben ultraorthodoxer Juden im Jerusalemer Stadtteil Geul erzählt, spielt eine der Heldinnen im Kreis der nahen Verwandten eine Walzermelodie auf einem Akkordeon.

### Japan
1972 wurde die Walzer-Single „The Peanuts“ aufgenommen.

### Verschiedene Darsteller
- Yeslikes – Mandschurian Beat
- The Vagabonds – Mandschurian Beat
- Vergissmeinnicht – Outro (On The Hills Of Manchuria)

## Parodien
In der sowjetischen Schulfolklore der 1970er und 1980er Jahre wurde das Lied zum Gegenstand einer Reihe von obszönen Parodienstrophen, die als „Ruhe im Wald“ bekannt sind. Ende der 1990er Jahre hatte er im Massenbewusstsein den Kontakt zur Quelle verloren.